# Adrian Matei
Adrian Matei (n. 21 august 1967, Negrești, județul Vaslui) este un artist plastic contemporan, stabilit în prezent în Mediaș, în sudul Transilvaniei. Dincolo de preocupările sale artistice, el are o serie de studii legate de semiotică și ornamentică arhitecturală în spațiul istoric medieval. Adrian Matei este licențiat în geografie, turism și master în Drept.
Este căsătorit cu Carmen Matei.

## Activitate artistică
1988
- Organizator al Taberei de creație a Asociației Artiștilor Plastici AAPA București la Negrești, Vaslui
- Expoziție de grafică, Negrești, Vaslui
- Fondator Atelier de creație bijuterii din corn și os, Vaslui
1989
- Participare la expoziția regională cu bijuterii din corn, Negrești, Vaslui
- Participare și nominalizare la Premiul I pentru sculptură la Expoziția AAPA București
1990
- Participare la Anuala de Artă plastică a UAP Vaslui
- Participare la Concursul de grafică filatelică, Osaka – Japonia
- Expoziție personală de sculptură, Rotonda IMF Iași
- Restaurare a unui monument funerar al Familiei Vârnav – Cuza , Vaslui
1991
- Participare la Concursul de grafică filatelică, București
1993
– Expoziție personală de sculptură și grafică, Mediaș
1994
– Expoziție personală de colaje pe teme mitologice, Bremen, Achberg, Stuttgart – Germania.
1995
– Participare cu sculptură la Expoziția concurs Art’95, New York – SUA
- Invitat la Salonul de pictură și sculptură “Chevalet Foseen” – Franța
- Expoziție de sculptură și pictură, Târnăveni
- Participare la Bienala de desen a UAP, Arad
- Invitat la Salonul de Arte, Nyon - Franța
- Restaurare de obiecte de cult, Reghin, Blaj
- Ilustrare cu grafică religioasă, Revista “Unirea” Blaj
1996
– Expoziție de grafică la Simpozionul Învățământului Catolic OIEC, Sibiu
- Expoziție personală de grafică și pictografie, Mediaș
- Expoziție personală de grafică, Mediaș
- Participare la Concursul de amenajare a spațiului arhitectural “Memorialul Sighet”, Ateneul Roman, București
- Cooperare la execuția Monumentului Eroilor, Dârlos Sibiu
1997
– Invitat de Onoare al Academiei de arte “Rhone Alpes”, Lyon – Franța
- Participare la Bienala de sculptură, Toyamra – Japonia
- Expoziție personală de pictografie la Simpozionul OIEC, Timișoara
- Expoziție personală de pictografie la Sinodul Bisericii Greco-Catolice, Blaj
- Expoziție personală de grafică la inaugurarea Centrului Cultural German “Casa Schuller”, Mediaș
- Expoziție personală de artă decorativă, Mediaș
1998
- Expoziție personală de sculptură, artă decorativă și pictografie cu ocazia reuniunii
Asociației Europene de Jumelaj, Mediaș.
- Expoziție personală de sculptură și artă decorativă cu ocazia Întâlnirii membrilor Clubului Young’s Men International, Mediaș.
1999
- Expoziție personală de grafică - proiecte de vitralii, Mediaș
- Expoziție personală de pictografie cu ocazia Conferinței internaționale a Clubului Young’s Men International, Naestved, Herning - Danemarca
2000
- Expoziție personală de grafică, Sibiu
2001
- Expoziție personală de grafică, Sibiu
- Organizare și participare la expoziția colectivă “Zilele Mediașului”, pictură, Mediaș
2002
- Expoziție personală de icoane pe lemn, Sibiu
- Participare la expoziția Asociației “Mediasul Nostru”, pictură, Mediaș
- Participare la expoziția Asociației Istoricilor din Mediaș, piele sculptată, Mediaș
- Organizare și participare la expoziția “Zilele revistelor culturale din Transilvania și Banat”, Mediaș
2003
- Participare la expoziția concurs de ex-libris, Rijeca - Croația
- Participare la expoziția concurs de ex-libris, Bodio Lomnago – Italia
- Participare la expoziția concurs de ex-libris, Ankara – Turcia
- Participare la expoziția concurs de ex-libris, Iași
2004
- Participare la expoziția concurs de ex-libris, Bodio Lomnago – Italia
- Expoziție personală de prototipuri artistice souvenir, inspirate din tradiția medievală, Mediaș
- Participare la Salonul de artă UAP Sibiu
2005
- Organizare și participare la expoziția “ A 2-a întâlnire a sașilor medieșeni“,Mediaș
- Obține Diploma de Excelență al Uniunii Artiștilor Plastici din Romania (UAP), pentru activitatea desfășurată în pregătirea evenimentului “Sibiu- Capitală Culturală Europeană”, Sibiu
2006
- Organizare Tabăra de creație artă plastică,sub egida Primăriei Mediaș și UAP Sibiu
- Expoziție personală de grafică la Festivalul “Mediașul Medieval”, Mediaș
2007
- Expoziție pictografie, Primăria Mediaș
- Expoziție permanenta, Gardenia Mediaș.

## Alte activități
Domeniul artistic, comercial, promovare tineri.
- Design grafic pentru cabinete școlare și design interior
- Grafică pentru coperta de carte și ilustrare cărți și reviste.
- Execuție firme comerciale pentru spațiul medieval al Mediașului
- Design pentru cataloage industriale de prezentare produse
- Plachete omagiale, aniversare, bannere, sigle
- Prototipuri pentru produse decorative destinate comerțului turistic
- Obiecte de souvenir tradiționale din spațiul medieval sud - transilvănean
- Diverse lucrări de restaurare piese mobilier, decorațiuni și artă.
- Concepție și execuție embleme heraldice de familie 
- 1998 – 2002

- Fondator și coordonator al Cursurilor de Creație și Educație estetică pentru tineri, organizate la  Casa Schuller și Club Young ‘s Men Internațional Mediaș.
- 2000 - 2002

- Fondator al Galeriei tinerilor artiști în incinta sediului Club Young's Men Mediaș, în scopul promovării tinerilor artiști. 
- 2001 – 2007

- Organizare de expoziții- concurs de artă plastică, în cooperare cu Clubul Rotary, Clubul Young's Men, Fundația “H. Oberth” și Clubul Lyons din Mediaș.
- Lucrări în colecții private: Brazilia, Canada, Columbia, Danemarca, Franța, Germania, Italia, Luxemburg, Noua Zeelanda, Olanda, Portugalia, România, Rusia, SUA, Venezuela.

## Publicistică
- Preocupările sale pentru semiotică și pentru arhitectura medievală, au fost evidențiate printr-o serie de studii de profil.

În luna noiembrie 2006, în volumul bilingv (româno-german) de conferințe "Contribuții la istoria orașului Mediaș", autorul a publicat prelegerea cu titlul "Ornamentica fațadelor din spațiul medieval al Mediașului".
- In luna mai 2007, artistul a lansat un volum inedit, referitor la Francmasonerie.

Volumul “Trasee inițiatice masonice și ezoterism la Mediaș” este un studiu estetic și istoric realizat din perspectiva pictorului și a sculptorului Adrian Matei, preocupat de semiotică într-o activitate artistică de 20 de ani.
Perspectiva artistică și semiotică se împletește cu studiul de cercetare documentară privind specificul cetății medievale a Mediașului.
Ineditul constă într-o identificare a simbolurilor masonice în spațiul istoric al burgului, asociind reprezentările ornamentale ale arhitecturii medieșene cu elemente specifice masoneriei albastre. Acest tip de abordare deschide posibilitatea unei interpretări originale, potrivit căreia cetatea este construită după modelul unui Templu masonic, fapt unic în lume în abordarea arhitecturală.
Simbolurile sunt prezentate prin raportarea lor la mitologiile clasice, ceea ce include spațiul medieșan în universalitate.
În volum se regăsesc numeroase interpretări originale, privind identificarea riturilor masonice, prin intermediul unor detalii arhitecturale, existența unui cult feminin, prezența unor simboluri din tezaurul Cavalerilor Templieri precum și existența unor simboluri ezoterice necunoscute ale spațiului istoric, cum ar fi mâna ce apare pe emblema medievală a cetății.
Un alt aspect inedit este identificarea modelului arhitectural celebru, Templul lui Solomon, într-una dintre cele mai importante clădiri ale orașului. La aceeași clădire, într-o succesiune de imagini, se identifică o axă inițiatică ce evocă misterioasa călătorie a lui Orfeu.
Cartea are o prefață elaborată de cercetătorul ieșean Liviu Papuc.
- Volumul de conferințe de intitulat "Mediaș 740",apărut în luna noiembrie 2008, conține și un capitol cu un studiu cu poartă titlul "Reprezentarea umană în ornamentica medieșeană", în care este contabilizat bagajul ornamenticii cu reprezentare umană de pe clădirile din vechiul spațiu medieval.
- Luna aprilie 2009 a constituit momentul de lansare a celui de-al doilea volum personal intitulat "Orfeu și francmasoneria albastră". Acesta deschide noi perspective asupra universului francmasonic și problematizează pierderea cultului orfic din fundamentul francmasonic, din "zona albastră".

Întrebări legate de diferețierea zonei de proveniență a mitului, distincția între cult și mit, resursele de cercetare, sunt prezente în acest volum ce este tratat cu rigoare științifică.
Prefața volumului aparține celebrului publicist sibian Adrian Popescu.
- In anul 2010 autorul a publicat volumul "Omul vegetal din Transilvania, între estetic și inițiatic". Lucrarea tratează prezența unor profile cu figuri umane magice, aflate în arealul sud-transilvănean. Autorul oferă un ghid al acestor reprezentări, precum și unele cai de interpretare.

Prefața volumului este semnată de rafinatul om de cultură Corneliu Vișoianu.
- Albumul de autor "Culoarea  simbolului.Armonia" apărut în anul 2011 reunește în paginile sale 33 de lucrări de artă plastică, ce sunt însoțite de eseuri și o prefață concepute de jurnalistul Milu Oltean. (Ediție de lux, tiraj de autor). Albumul propune o cale inițiatică, o incursiune prin lumea simbolurilor marilor mitologii ale lumii, dar și o provocare spre introspecție.
- Autorul pregătește pentru tipar un nou volum de eseuri, ce propune un mod de abordare a Dialogurilor inițiatice.

## Activități social- culturale
- 2000 - 2001

-Chatrer Vicepresident al Clubului Youngs Men Medias, calitate în care a demarat și susținut o serie de activități de creație artistică pentru tineri.
- 2001 - 2002

- Președinte Club Young's Men Medias
- 2010-2011

- Membru al Lions Club Mediaș